# Kortnosad elefantnäbbmus
Kortnosad elefantnäbbmus (Elephantulus brachyrhynchus) är en däggdjursart som först beskrevs av Andrew Smith 1836.  Elephantulus brachyrhynchus ingår i släktet Elephantulus och familjen springnäbbmöss. IUCN kategoriserar arten globalt som livskraftig. Inga underarter finns listade i Catalogue of Life.
Denna elefantnäbbmus förekommer i Afrika från Uganda och Kenya till nordöstra Sydafrika. Habitatet utgörs av torra stäpper och savanner med trädgrupper.
Individerna når en kroppslängd (huvud och bål) av cirka 21 cm och svansen är ungefär lika lång. Arten har en nos som påminner om en snabel men den är kortare än hos andra springnäbbmöss. Pälsens färg kan vara gråaktig, rödbrun eller gulbrun beroende på population. Kring ögonen förekommer en smal vit ring.
Kortnosad elefantnäbbmus är aktiv på dagen, främst på morgonen. Det underjordiska boet grävs ibland själv men oftast övertas boet från en gnagare. Allmänt lever individerna ensam och de har avgränsade revir. I samband med parningen kan en hane och en hona leva en längre tid ihop. Honor kan para sig hela året men de flesta ungar föds under varma årstider. Det förekommer upp till 6 kullar per år och en kull har oftast två ungar. Dräktigheten varar 57 till 65 dagar och cirka 50 dagar efter födelsen är ungarna full utvecklade.
När individerna är stressade trummar de med bakfötterna på marken. Födan utgörs främst av insekter, bland annat termiter, samt av olika växtdelar som frukter och frön.